# Dusona obscuripes
Dusona obscuripes är en stekelart som beskrevs av Horstmann 2004. Dusona obscuripes ingår i släktet Dusona och familjen brokparasitsteklar. Inga underarter finns listade i Catalogue of Life.